# Bolchuny
Bolchuny je sídlo vesnického typu (selo) v Achtubinském rajónu Astrachaňské oblasti Ruska. Je sídlem stejnojmenného vesnického okresu.

## Historie
Historický název obce zní Bulchunnoj. Založena byla na levém břehu řeky Achtuby nejpozději roku 1770, což potvrzuje geometrická všeobecná mapa Astrachaňské gubernie z roku 1770. Podle jiných zdrojů bylo selo založeno roku 1792, 1798 nebo 1822. Místní obyvatelstvo se většinou věnovalo zemědělstvím a chovem koní.
V 19. století nesla název Bolchunskoje.
Název pochází z kalmyckého slova balchun (burchan) - балхун (бурхан), což znamená písečné kopce, nepokryté vegetací.
Byla součástí Jenotajevského ujezdu Astrachaňské gubernie.
Roku 1925 byly v Astrachaňské gubernii zrušeny ujezdy a místo nich vznikly rajóny. Selo se stalo sídlem Bolchunského rajónu.
Od 21. května do 11. června 1928 Všeruský ústřední výkonný výbor a Rada lidových komisařů  RSFSR zřizovala Vladimirovský rajón a do rajónu byl včleněn také Bolchunský selsovět se sídlem v Bolchuny.
Dne 30. července 1930 byl Astrachaňský okruh jako většina okruhů v SSSR zrušen a jeho území a také území sela přešlo pod správu Nižně-Volžského kraje.
Dne 10. ledna 1934 byl Nižně-Volžský kraj rozdělen na Saratovský a Stalingradský kraj. Území Astrachaňského okruhu přešlo pod Stalingradský kraj.
Dne 5. prosince 1936 byla založena Stalingradská oblast, do které byl včleněn Vladimirovský rajón.

## Slavné osobnosti
- 1926–2009 Zachar Sulejmanovič Bespajev – Hrdina socialisté práce
- 1911–1994 Vasilij Maximovič Grišanov – sovětský politik a admirál
- 1909–1977 Jevgraf Ivanovič Pokusajev – sovětský literární kritik